# Arcadia (Misuri)
Arcadia es una ciudad ubicada en el condado de Iron en el estado estadounidense de Misuri. En el Censo de 2010 tenía una población de 608 habitantes y una densidad poblacional de 279,46 personas por km².

## Geografía
Arcadia se encuentra ubicada en las coordenadas 37°35′9″N 90°37′46″O / 37.58583, -90.62944. Según la Oficina del Censo de los Estados Unidos, Arcadia tiene una superficie total de 2.18 km², de la cual 2.14 km² corresponden a tierra firme y (1.55%) 0.03 km² es agua.

## Demografía
Según el censo de 2010, había 608 personas residiendo en Arcadia. La densidad de población era de 279,46 hab./km². De los 608 habitantes, Arcadia estaba compuesto por el 99.01% blancos, el 0.66% eran afroamericanos, el 0.16% eran amerindios, el 0% eran asiáticos, el 0% eran isleños del Pacífico, el 0% eran de otras razas y el 0.16% pertenecían a dos o más razas. Del total de la población el 1.32% eran hispanos o latinos de cualquier raza.